# Careproctus profundicola
Careproctus profundicola är en fiskart som beskrevs av Duhamel 1992. Careproctus profundicola ingår i släktet Careproctus och familjen Liparidae. Inga underarter finns listade.